# Emballonura monticola
Emballonura monticola is een zoogdier uit de familie van de schedestaartvleermuizen (Emballonuridae). De wetenschappelijke naam van de soort werd voor het eerst geldig gepubliceerd door Temminck in 1838.

## Voorkomen
De soort komt voor in zuidelijk Myanmar en Thailand tot in Indonesië en Maleisië.